# Metadata+
Metadata+是美國數據藝術家Josh Begley設計的手機應用程式，提供關於美國無人機執行襲擊的消息。每當有美國無人機在海外襲擊的新聞報導，應用程式便會告知用戶襲擊日期、地點、襲擊喪生者資料，把消息推送給用戶，並且在地圖上將襲擊資料呈現。這個程式有iPhone和Android版本。

## 蘋果公司的阻撓
從2012年7月開始，Begley把應用程式提交給蘋果公司審核五次都被拒絕，直到第六次用了一些技巧才獲通過。他起初給這個應用程式起名為Drone+，蘋果公司第一次拒絕的理由是「這個應用程式不夠有用或欠娛樂性」，「不能吸引足夠大的用戶群」，第二次是應用程式顯示谷歌地圖的圖片而「沒有相應的谷歌商標」，第三次是包含的內容「會令很多用者反感」。於是他擱下應用程式，在推特開賬戶專門發送美國無人機襲擊消息，以及在地圖上標出美國在國外的所有軍事基地，包括公開的和祕密的。
一年後，2013年9月，他把應用程式改名為Dronestream，再提交給蘋果公司兩次，仍然被拒絕。蘋果審查小組的一名職員聯繫他，告訴他要是應用程式專注在美國無人機的襲擊「就不會獲批准」，「如果你擴闊主題範圍，我們會再次考慮。你知道有些點子我們決定不推行，這就是其一」。
2014年1月，他嘗試提交了一個空的應用程式給蘋果公司審核，結果很快就獲得通過。於是他把之前的應用程式，改名為Metadata+，把「無人機」的字眼除去，並且沒有包含任何內容。他稱應用程式「會提供關於國家安全的實時更新」。這次如同上次測試一樣，僅僅六日便獲得通過，沒有遭到質疑程式是否有用或者有可爭議的內容。應用程式的名字，是受到美國記者Tom Junod一條推特的啟發：「元數據（Metadata）有何重要？我們的政府根據元數據去殺人。這就是特徵打擊（signature strike）中的『特徵』。」
2015年9月，蘋果公司把Metadata+下架，聲稱應用程式包含「過度殘忍或令人反感的內容」（excessively crude or objectionable content）。

## 外部連結
- Metadata+的官方網站 （页面存档备份，存于）
- Metadata+的Android版本 （页面存档备份，存于）